# Neupurschwitz
Neupurschwitz, sorbisch Nowe Poršicyⓘ, früher auch Přeměnki, ist ein Ortsteil der Gemeinde Kubschütz im sächsischen Landkreis Bautzen. Es zählt zum offiziellen sorbischen Siedlungsgebiet in der Oberlausitz.

## Geographie
Die Siedlung erstreckt sich unmittelbar südlich des Flugplatzes Bautzen-Litten entlang der von Bautzen nach Reichenbach führenden Landstraße in einem weitgehend ebenen Terrain.

## Geschichte

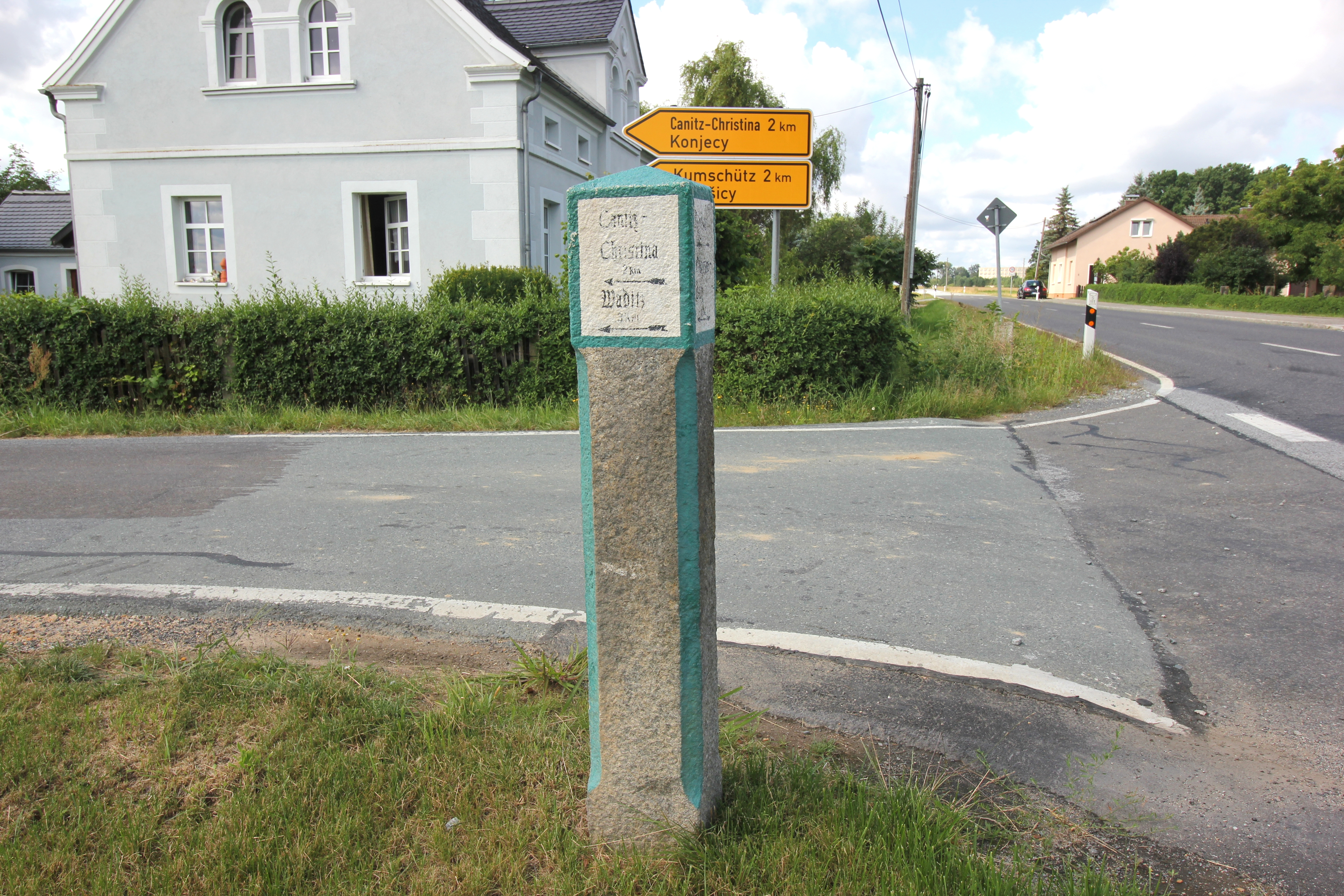
Historischer Wegweiserstein am Abzweig nach Canitz-Christina

Neupurschwitz entstand zu Beginn des 19. Jahrhunderts an der Chaussee von Bautzen über Reichenbach nach Görlitz. 1802 errichtete Peter Stephan an der Südgrenze der Purschwitzer Rittergutsflur ein Haus, für das er zwei Jahre später beim Bautzener Rat eine Schankberechtigung beantragte. Nach der Schlacht bei Bautzen ließ Napoléon Bonaparte neben der Schenke sein Zelt aufschlagen und nächtigte dort vom 21. zum 22. Mai 1813. Allmählich entstand an der nördlichen Chausseeseite eine Häuserzeile als Ausbau des Purschwitzer Gutes. Weitere Häuser, darunter eine Chausseegeldeinnahme, entstanden auf Baschützer Flur.
Neupurschwitz war nie eigenständig und gehörte überwiegend zur Gemeinde Purschwitz, wo sich auch das Kirchspiel befand. Zusammen mit Purschwitz wurde Neupurschwitz 1994 Teil der Gemeinde Kubschütz.